# Fiesta de los enharinados

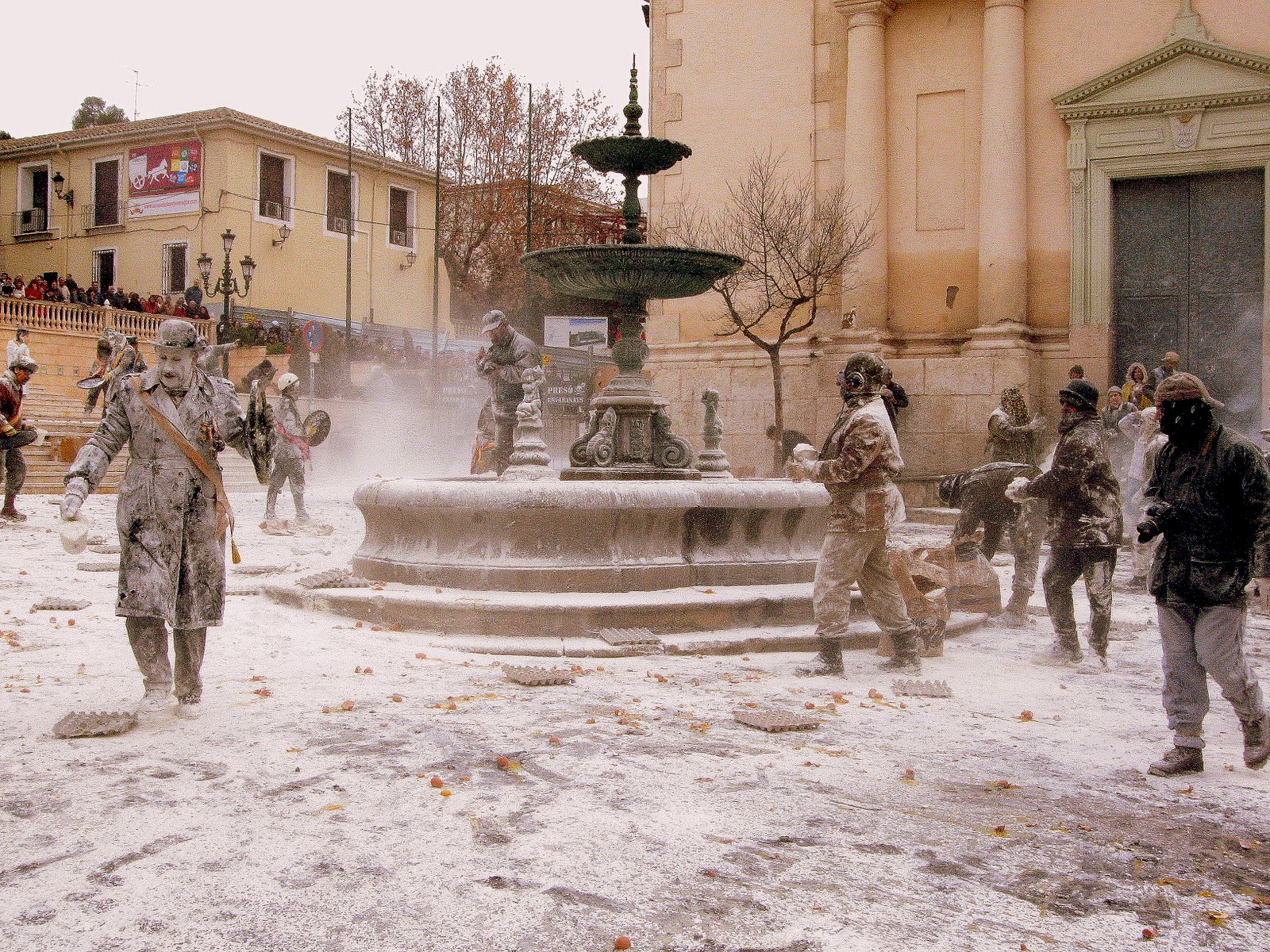
Enfarinats y Oposición en plena batalla

La fiesta de "Los Enharinados (els Enfarinats)"  o de la "Justicia Nueva" (Justícia Nova), se celebra cada 28 de diciembre (festividad de los Santos Inocentes) en Ibi (Alicante, Comunidad Valenciana).
Esta celebración se enmarca dentro de lo que son las fiestas de invierno de esta villa.
Se trata de una fiesta popular que tiene como acto central una peculiar y explosiva batalla campal con huevos, petardos y harina entre dos bandos satíricos que luchan por hacerse simbólicamente con el poder político de la localidad.

## Historia
Según expertos locales el origen de la fiesta se encuentra en las saturnales de la Antigua Roma, en la que se invertían los roles sociales y en las que por un día los esclavos daban órdenes a sus amos. Hay una referencia histórica sobre las fiestas de invierno de Ibi de 1636, aunque se desconoce si ya entonces se celebraba Els Enfarinats ya que apenas hay documentación al respecto, quizás porque su carácter subversivo no gustaba a las autoridades.
A finales de los años 50 dejó de celebrarse y la fiesta se recuperó en 1981. Desde su recuperación se han introducido algunas innovaciones, como la sustitución del carro que se utilizaba como transporte de "los enmantados" (amantats) por una furgoneta; o la costumbre de rebautizar algunas calles y plazas del pueblo, dándoles nombres más divertidos.
El contexto en el que se celebran "los Enharinados", es decir, las Fiestas de invierno de Ibi, están declaradas de Interés Turístico Autonómico desde 2009, y desde hace años numerosos medios de comunicación se hacen eco de esta festividad que durante esos días aparece en televisión, radio y prensa.

### Personajes
- Enmantados (amantats). Son los encargados de pregonar una serie de bandos la noche del 27 de diciembre. En este acto, los "Enmantados" recorren la población en una furgoneta, desde la cual van efectuando una serie de paradas en las que con humor van realizando una serie de críticas a los aspectos más destacables, normalmente políticos, que han ocurrido durante el año. Van vestidos simplemente con una manta sobre los hombros. Al día siguiente cambian su papel por el de "los Enharinados".

- Enharinados (enfarinats). Son los protagonistas de la fiesta, que la noche anterior han hecho el papel de "Enmantados". El grupo de "Enharinados" es un grupo de hombres casados, condición esta indispensable; en cuanto al número de componentes es invariable, ya que la pertenencia al grupo está basada en la amistad de muchos años. Durante los últimos años vienen siendo unos catorce. Todos ellos van vestidos de manera estrafalaria y llamativa, con ropas viejas, remendadas, y de colores fuertes. Llevan sombrero y la cara pintada por completo, aunque a pesar de ello se les puede reconocer. Hay diversos cargos:
  - Alcalde. Es la máxima autoridad fiestera y, para diferenciarse del resto, lleva sombrero de copa alta, medallas, bandas, y una extravagante vara de alcalde de la cual cuelgan cebollas, ajos, zanahorias, etc.
  - Juez y secretario (jutge i secretari). Suelen llevar elementos identificativos como una gran maza para los juicios y un gran libro donde se llevan las cuentas de las multas según su particular ley, y donde también se efectúan las rebajas correspondientes.
  - Alguaciles (agutzils). Encargados cada uno de una tarea: llevar las llaves de la prisión; hacer sonar la corneta y el tambor para anunciar los bandos; llevar cohetes y harina para los que son arrestados; y uno de los más representativos, el que lleva el "Aixavegó", que es una red que se utilizaba para llevar la paja, y que en este acto se utiliza para perseguir y capturar a quien no paga las multas.
  - Se han añadido nuevos cargos diferentes a los tradicionales como el fiscal con su particular "ley del embudo", los sanitarios, etc.

- Oposición (oposició). El grupo de la oposición, pretenden arrebatar a los "Enharinados" el poder, y que de esa manera lo pierdan después de una batalla de huevos, harina y cohetes.

- Rey y virrey (rei i virrei). Se trata de los representantes de los bailadores que cerrarán los actos de la fiesta.